# Nukuoro (langue)
Pour l'atoll, voir Nukuoro.
Le Nukuoro est une langue polynésienne parlée par environ 1 000 personnes sur l'atoll de Nukuoro (860 locuteurs) et l'île de Pohnpei (130 locuteurs) aux États fédérés de Micronésie. Elle est extrêmement similaire au Kapingamarangi.